# Canadian Singles Chart
Canada Airplay BDS é um nome de uma das duas paradas oficiais do Canadá e pertence ao provedor canadense Canoe.ca, todas suas paradas musicais são feitas pela Nielsen SoundScan, uma empresa de pesquisas de vendas, e execuções no mercado musical. O site também faz os ranking de álbuns, top digital downloads e canções por diferentes gêneros musicais.